# The Ghost You Gave to Me
The Ghost You Gave to Me è il sesto album in studio della band progressive rock/alternative rock statunitense 3, distribuito in tutto il mondo dalla Metal Blade Records a partire dal 7 ottobre 2011.

## Tracce
1. Sirenum Scopuli – 1:11
2. React – 4:11
3. Sparrow – 4:04
4. High Times – 4:37
5. Numbers – 4:39
6. One with the Sun – 6:09
7. The Ghost You Gave to Me – 3:56
8. Pretty – 4:51
9. Afterglow – 4:11
10. It's Alive – 3:51
11. Only Child – 7:18
12. The Barrier – 5:27

## Formazione
- Joey Eppard - voce, chitarra
- Billy Riker - chitarra
- Daniel Grimsland - basso
- Chris Gartmann - batteria, seconda voce